# Прва влада Милорада Додика
Прва влада Милорада Додика је основана 18. јануара 1998. године. То је била седма Влада Републике Српске.

## Састав Владе
| Ресор                                                                         | Портрет       | Име и презиме       | Странка |
| ----------------------------------------------------------------------------- | ------------- | ------------------- | ------- |
| Предсједник Владе                                                             | Милорад Додик | Милорад Додик       | СНСД    |
| Министри                                                                      |               |                     |         |
| министар одбране                                                              |               | Манојло Миловановић |         |
| министар унутрашњих послова                                                   |               | Милован Станковић   | СП      |
| министар просвјете                                                            |               | Др Ненад Сузић      | СП/ДСП  |
| министар финансија                                                            |               | Новак Кондић        | СНС РС  |
| министар правде                                                               |               | Петко Чанчар        | СНС РС  |
| министар здравља и социјалне заштите                                          |               | Др Жељко Родић      | СП/ДСП  |
| министар енергетике и рударства                                               |               | Владимир Докић      |         |
| министар за пољопривреду, водопривреду и шумарство                            |               | Миленко Савић       |         |
| министар саобраћаја и веза                                                    |               | Марко Павић         | СНС РС  |
| министар науке и културе                                                      |               | Др Живојин Ерић     |         |
| министар трговине и туризма                                                   |               | Никола Крагуљ       |         |
| министар за урбанизам, грађевинарство, стамбено-комуналне послове и екологију |               | Јово Башић          |         |
| министар информација                                                          |               | Рајко Васић         | СНСД    |
| министар за избјеглице и расељена лица                                        |               | Миладин Драгичевић  | СП/ДСП  |
| министар вјера                                                                |               | Јово Турањанин      |         |
| министар спорта и омладине                                                    |               | Милорад Каралић     |         |
| министар за питања бораца, жртава рата и рада                                 |               | Тихомир Глигорић    |         |
| министар за економске односе са иностранством                                 |               | Саво Лончар         | СП/ДСП  |
| министар упарве и локалне самоуправе                                          |               | Остоја Кременовић   |         |
| министар индустрије и технологије                                             |               | Ђурађ Бањац         |         |